# Amtsgericht Nordenburg
Das Amtsgericht Nordenburg war ein preußisches Amtsgericht mit Sitz in Nordenburg, Ostpreußen.

## Geschichte
Das königlich preußische Amtsgericht Nordenburg wurde mit Wirkung zum 1. Oktober 1879 als eines von 17 Amtsgerichten im Bezirk des Landgerichtes Bartenstein im Bezirk des Oberlandesgerichtes Königsberg gebildet. Der Sitz des Gerichtes war Nordenburg. Aufgehoben wurde die Gerichtskommission Nordenburg beim Kreisgericht Wehlau. Sein Gerichtsbezirk umfasste aus dem Kreis Gerdauen den Stadtbezirk Nordenburg und die Amtsbezirke Abelischken, Abelliennen, Bajohren, Birkenfeld, Hochlindenberg, Kurkenfeld, Großpentlack, Raudischken, Schönwiese, Sobrost und Truntlack. Am Gericht bestand 1888 eine Richterstelle. Das Amtsgericht war damit ein kleines Amtsgericht im Landgerichtsbezirk.
Im Jahre 1945 wurden der Amtsgerichtsbezirk unter sowjetische Verwaltung gestellt und die deutschen Einwohner vertrieben. Damit endete auch die Geschichte des Amtsgerichtes Nordenburg.